# Navigare necesse est, vivere non est necesse
Navigare necesse est, vivere non est necesse (с лат. — «Плыть необходимо, а жить — нет!», в оригинале др.-греч. πλεῖν ἀνάγκη, ζῆν οὐκ ἀνάγκη) — фразеологический оборот, употребляемый, когда речь идёт о необходимости мужественно идти вперёд, преодолевая трудности, о верности долгу — перед людьми, государством и т. п.

## История
Согласно Плутарху («Сравнительные жизнеописания», «Помпей», 50) эти слова произнёс знаменитый римский полководец и политический деятель Помпей, поднявшись на корабль, который вёз в Рим хлеб из Сардинии, Сицилии и Африки, и приказывая готовиться к отплытию, несмотря на сильную бурю.

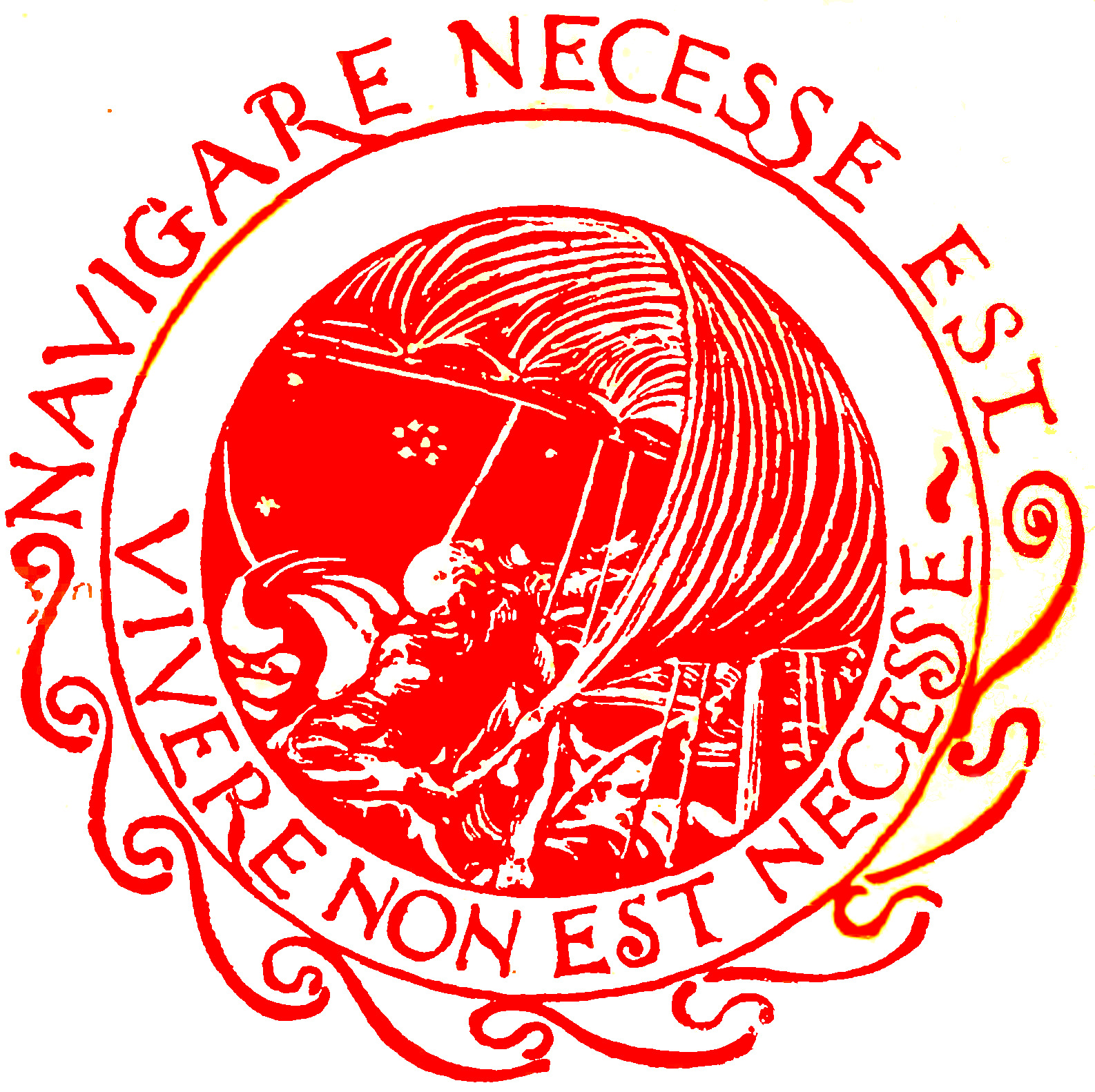
Девиз в конце первой книги Даннунцианского Laudi.

Традиционно выражение используется, чтобы указать на презрение к обыденным потребностям и стремление к возвышенным идеалам. Фраза была принята в качестве девиза Ганзейским союзом, а также Габриэлем Д’Аннунцио, который считал её правилом героической жизни и писал об этом в своих работах.
Фраза также стала названием известной статьи Бенито Муссолини в газете Il Popolo d’Italia в первый день 1920 года.
Выражение является девизом Фонда Итальянской торговой морской академии.

## Современное употребление
Пример ситуации, когда фразу употребили о верности долгу — в данном случае профессиональному долгу переводчика:

Борис Тен, отойдя от переводческой традиции, отказался от непривычных для нас[то есть для современного читателя] эпитетов: «волоокая» заменил на «велеокая», «совоокая» — на «ясноокая». Хороши эти эпитеты, приятное впечатление производят, но — не ведут. А именно эпитет — наилучший проводник в край певца. Пусть не всё там подвластно нашему восприятию, не всё вызывает такие же эмоции, которые испытывали жившие тогда люди. Но всё ж Navigare necesse est…